# ペトロナ
ペトロナ（イタリア語: Petronà）は、イタリア共和国カラブリア州カタンザーロ県にある、人口約2,600人の基礎自治体（コムーネ）。

## 地理

### 位置・広がり

#### 隣接コムーネ
隣接するコムーネは以下の通り。括弧内のKRはクロトーネ県所属を示す。
- ベルカストロ
- チェルヴァ
- マルチェドゥーザ
- メゾラーカ (KR)
- セルサーレ
- ザガリーゼ